# Kousted Kirke
Kousted Kirke er sognekirken i Kousted Sogn, Randers Søndre Provsti i Århus Stift.
Den ligger i landsbyen Kousted lidt nordvest for Randers i Randers Kommune; indtil Kommunalreformen i 1970 lå den i Nørhald Herred, Randers Amt
Til kirken hører en kirkelade, hvis ældste dele stammer fra 1550.

## Beskrivelse af kirken
Kor og skib er opført i romansk tid af granitkvadre over skråkantsokkel. Begge portaler er bevaret. Den tilmurede norddør har trekvartsøjler med baser og kapitæler; søjler fortsætter som rundstav om det glatte tympanonfelt. Syddøren er bevaret i brug, den har ligeledes trekvartsøjler, dog er den østre søjle snoet, søjlerne fortsætter som rundstav om tympanonfeltet, der har en båndsløjfe i kraftigt relief.
I nordmuren er bevaret tre romanske vinduer med monolitoverliggere. Nederst i skibets nordøsthjørne er indsat en billedkvader med en løve, relieffet er indsat omvendt. Tårnet og våbenhuset er opført i sengotisk tid, våbenhuset er usædvanligt højt og har kamtakgavl med højblændinger. I våbenhuset står en romansk gravsten med reliefkors og bladornamentik, desuden ses en gravsten over sognepræst Jens Brask (død 1654).
Kor og skib har fået indbygget krydshvælv i sengotisk tid. Den runde korbue er bevaret med kragsten.  Prædikestolen er fra begyndelsen af 1600-tallet. Altertavlen blev i 1993 udsmykket med patchwork syet af kvinder fra sognet under ledelse af Anne Marie Harrison.
Den romanske granitfont har dobbeltløver med lange tunger i ret lavt relief på kummen (Mackeprang 272-73). Fonten er registreret i Mouritz Mackeprangs Danmarks middelalderlige Døbefonte (Nord og Sønderjylland - Østjyske løvefonte - Smågrupper og enligtstående - De langtungede.)

## Galleri
| - Sydportal. Tegning af hele portalen kan ses på "Trap" - Skibet set mod øst - Kirkens døbefont - Kousted Kirkelade |